# الحزب الليبرالي (البرازيل)
الحزب الليبرالي (بالبرتغالية : Partido Liberal) كان حزبًا سياسيًا برازيليًا في الفترة الإمبراطورية، والذي تم تشكيله حوالي عام 1831 وانتهى بإعلان الجمهورية عام 1889.